# Парк де Спорт (Авиньон)
«Парк де Спорт» (фр. Parc des Sports d'Avignon) — многофункциональный стадион в городе Авиньон департамента Воклюз, Франция. В основном используется для проведения домашних футбольных матчей команды «Арль-Авиньон», которая в настоящее время выступает в Лиге 2. Раньше на этом стадионе принимал своих соперников футбольный клуб «Авиньон Фут». Вместимость стадиона составляет 17 518 зрителей.

## История
«Парк де Спор» является собственностью города Авиньон. Он был открыт в 1975 году. Стадион расположен на проспекте Пьера де Кубертена, в квартале на юго-востоке города. Многофункциональный стадион включает в себя поле для проведения матчей по футболу и регби, беговые дорожки для легкоатлетических секций и соревнований и теннисные корты.
В первую очередь стадион был построен, чтобы принимать домашние матчи футбольного клуба «Авиньон Фут». Только в 2009 году на стадион переехал «Арль-Авиньон» для участия во втором дивизионе чемпионата Франции по футболу. Реконструкция стадиона была необходима для того, чтобы соответствовать нормам Лиги 2. В конечном счете, стоимость реконструкции для администрации города вылилась в €3 млн. Административный совет профессиональной лиги, в ответ на отчёт комиссии по стадионам, приходившей осматривать арену 2 июня 2009 года, разрешила футбольному клубу «Арль-Авиньон» принимать своих соперников на «Парк де Спорт».
С выходом клуба в Лигу 1 стадион был реконструирован в 2010 году. Вместимость стадиона увеличилась до 17 518 зрителей. Были возведены две новые трибуны: южная и северная. Реконструирована трибуна «Жан Ре». Улучшено освещение на стадионе. Самые большие изменения произошли с трибуной «Баранка», на которой появилась президентская трибуна и ВИП-ложи. Была увеличена вместимость и обновлены комментаторские кабинки.
Рекорд посещаемости был установлен 18 сентября 2010 года, когда на матче между футбольными клубами «Арль-Авиньон» и «Марсель» присутствовало 15 003 человека.

## Трибуны
Поле стадиона «Парк де Спор» окружено четырьмя трибунами:
- Трибуна «Баранка»
- Трибуна «Жан Ре»
- Северная трибуна
- Южная трибуна

Трибуна «Баранка» вмещает приблизительно 4 500 зрителей. Включает в себя президентскую трибуну и ВИП-ложи. Является одной из двух трибун, над которыми возведена крыша. Комментаторские позиции расположены на этой же трибуне. Под трибунами находится сувенирный магазин атрибутики и кассы.
Трибуна «Жан Ре», расположенная напротив и имеющая навесную крышу, вмещает около 2 000 зрителей. Во время матчей на ней располагаются фанаты «Арль-Авиньона».
Северная трибуна рассчитана как для болельщиков хозяев, так и для болельщиков гостевых команд. Вместимость трибуны составляет 7 386 зрителей, включая гостевой сектор на 800 мест.
Южная трибуна рассчитана для болельщиков «Арль-Авиньона» и вмещает 3 520 зрителей.